# Patitiri
Patitiri är en ort i Grekland. Den är huvudort för ön och kommunen Alonnisos som tillhör ögruppen Sporaderna och regionen Thessalien, i den östra delen av landet, 130 km norr om huvudstaden Aten. Patitiri ligger 1 meter över havet och antalet invånare är 1 628.